# Judith Merril
Judith Josephine Grossman znana pod pseudonimem pisarskim Judith Merril, inne pseudonimy: Eric Thorstein, Ernest Hamilton, Rose Sharon oraz Cyril Judd z Cyrilem Kornbluthem (ur. 21 stycznia 1923 w Bostonie, zm. 12 września 1997 w Toronto) – amerykańsko-kanadyjska pisarka, redaktorka, krytyczka literacka i jedna z pierwszych kobiet w historii literatury science fiction i fantasy. Znana z pionierskiego wkładu w rozwój ambitnej i literackiej fantastyki, szczególnie w latach 50. i 60. XX wieku. Była również redaktorką wpływowych antologii, które miały kluczowe znaczenie dla kształtowania współczesnej fantastyki naukowej.

## Biografia
Urodziła się w rodzinie żydowskiej. Już od młodych lat interesowała się literaturą i pisarstwem. Po ukończeniu szkoły średniej przeniosła się do Nowego Jorku, gdzie rozpoczęła karierę literacką, publikując w pulpowych magazynach science fiction pod różnymi pseudonimami. W latach 40. była jedną z niewielu kobiet w Futurians, wpływowej grupie fanów i pisarzy science fiction (obok m.in. Isaaca Asimova, Jamesa Blisha, Cyrila M. Kornblutha i Frederika Pohla; wśród kobiet były Leslie Perri i Virginia Kidd).
Jej pierwszym dużym sukcesem było opowiadanie That Only a Mother (1948), które zdobyło uznanie za psychologiczne podejście do tematu i poruszenie kwestii emocjonalnych w science fiction. 
W 1968 Merril przeprowadziła się do Kanady, gdzie kontynuowała działalność literacką i redakcyjną. Współpracowała z Toronto Public Library, której przekazała swoją obszerną kolekcję książek, znaną dziś jako Merril Collection of Science Fiction, Speculation and Fantasy.

### Życie prywatne
Była trzykrotnie zamężna, w tym w latach 1948-1953 ze znanym pisarzem Frederikiem Pohlem, z którym miała córkę Ann. Była także w związku z pisarzem z Walterem Millerem. Jej wnuczką jest pisarka young adult Emily Pohl-Weary.
Od imienia córki z pierwszego małżeństwa – Merril – wzięła swój pseudonim literacki.

## Twórczość

### Zbiory opowiadań
- Out of Bounds (1960)
- Daughters of Earth (1968)
- Survival Ship and Other Stories (1974)
- The Best of Judith Merril (1976)
- Homecalling and Other Stories: The Complete Solo Fiction of Judith Merril (2005)

Judith Merril opublikowała liczne opowiadania, które zdobyły uznanie za nowatorskie podejście do gatunku:
- That Only a Mother (1948) – historia matki zmagającej się z emocjonalnymi konsekwencjami narodzin zdeformowanego dziecka w wyniku eksperymentów wojskowych[7],
- Dead Center (1954) – opowiadanie o samotności w przestrzeni kosmicznej i trudnych relacjach międzyludzkich[8],
- Survival Ship (1951) – historia przetrwania grupy ludzi na statku kosmicznym po katastrofie[9].

### Powieści
Jej debiut powieściowy, Shadow on the Hearth (1950), który jest uznawany za przykład "domowej fantastyki" – ukazuje życie zwykłej rodziny w postapokaliptycznym świecie, koncentrując się na codziennych wyzwaniach, emocjach i społecznych konsekwencjach katastrofy. W latach 50. blisko współpracowała z Cyrilem M. Kornbluthem, publikując wspólnie dwie powieści.
- Shadow on the Hearth (1950)
- Gunner Cade (1952, wspólnie z Kornbluthem pod pseudonimem Cyril Judd)
- Outpost Mars (1952, wspólnie z Kornbluthem pod pseudonimem Cyril Judd)
- The Tomorrow People (1960)

### Antologie
Była również redaktorką wpływowych antologii takich, jak:
- Year’s Best S-F (1952–1967) – coroczna seria prezentująca najlepsze opowiadania science fiction, często wyróżniające się literackim i psychologicznym podejściem[11].

## Znaczenie i dziedzictwo
Judith Merril miała ogromny wpływ na rozwój literatury science fiction, zwłaszcza dzięki swoim antologiom i pracy redaktorskiej. Przyczyniła się do wprowadzenia bardziej literackiego podejścia w science fiction, a także promowania debiutujących autorów. Była także pionierką w promowaniu kobiet w literaturze science fiction. Aktywnie wspierała twórczość autorek, często uwzględniając ich dzieła w swoich antologiach. Jej działalność redaktorska i publiczna przyczyniła się do zmiany postrzegania kobiet w tym gatunku literackim, a jej prace poruszały kwestie równości i feministyczne spojrzenie na role społeczne.
W Kanadzie Merril odegrała ważną rolę w rozwoju sceny literackiej, pozostając aktywną do końca życia. Jej wkład w promocję równości i integracji w literaturze również zyskał uznanie.

## Nagrody i wyróżnienia
- Author Emeritus (1995) – nagroda od Science Fiction and Fantasy Writers of America za całokształt twórczości[15]
- Nominacje do nagród Hugo i Nebula.